# Eleccions regionals de la Vall d'Aosta de 1949
Les primeres eleccions del Conseil de la Vallée / Consiglio Regionale de la Vall d'Aosta se celebraren el 24 d'abril de 1949.
Es va elegir mitjançant un sistema electoral majoritari, que preveia l'assignació del 80% dels 35 escons (uns 28) a la llista que haguessin obtingut el major nombre de vot, i el restant 20% (uns 7) a la segona llista, excloent-ne les altres.

## Resultats electorals
| ← Eleccions regionals de la Vall d'Aosta, 1949 →           |        |        |        |
| Partits                                                    | vots   | (%)    | escons |
| Union Valdôtaine (UV) - Democràcia Cristiana Italiana (DC) | 17.118 | 43,58% | 28     |
| Bloc Socialista Progressista "Vallée d'Aoste" (PCI - PSI)  | 13.034 | 33,18% | 7      |
| Reagrupament Regional "Vallée d'Aoste"                     | 6.533  | 16,63% | 0      |
| Grup Democràtic Italià                                     | 2.598  | 6,61%  | 0      |
| Total                                                      | 39.283 | 100,00 | 35     |

Fontsi: Ministero dell'Interno, ISTAT, Istituto Cattaneo, Consell Regional de la Vall d'Aosta